# Lista de vereadores de Euclides da Cunha da 3.ª legislatura
Esta é a lista de vereadores de Euclides da Cunha para a legislatura 1955–1958.

## Vereadores
|    | Vereadores eleitos                  | Partido |
| 1  | Joaquim da Silva Dantas (1955-1958) | UDN     |
| 2  | João Paranhos de Carvalho Abreu     | PSD     |
| 3  | Antônio Nogueira Coutinho           | PSD     |
| 4  | Cecílio Demétrio dos Santos         | PSD     |
| 5  | José Dantas Lima                    | UDN     |
| 6  | Raimundo Dantas Lima                | UDN     |
| 7  | Enock Canário de Araújo             | PSD     |
| 8  | Teófilo Dantas da Silva             | PSD     |
| 9  | José Bezerra Neto                   | PSD     |
| 10 | Antônio Miranda                     | UDN     |
| 11 | João Augusto Costa                  | UDN     |

## Legenda
| Cor  | Significado          |
| Bege | Presidente da Câmara |
| Azul | Suplente             |

## Composição das bancadas
| Partido | Líder | Bancada | Posição  |
| ------- | ----- | ------- | -------- |
| PSD     |       | 6 / 11  | Governo  |
| UDN     |       | 5 / 11  | Oposição |